# Industria mineraria

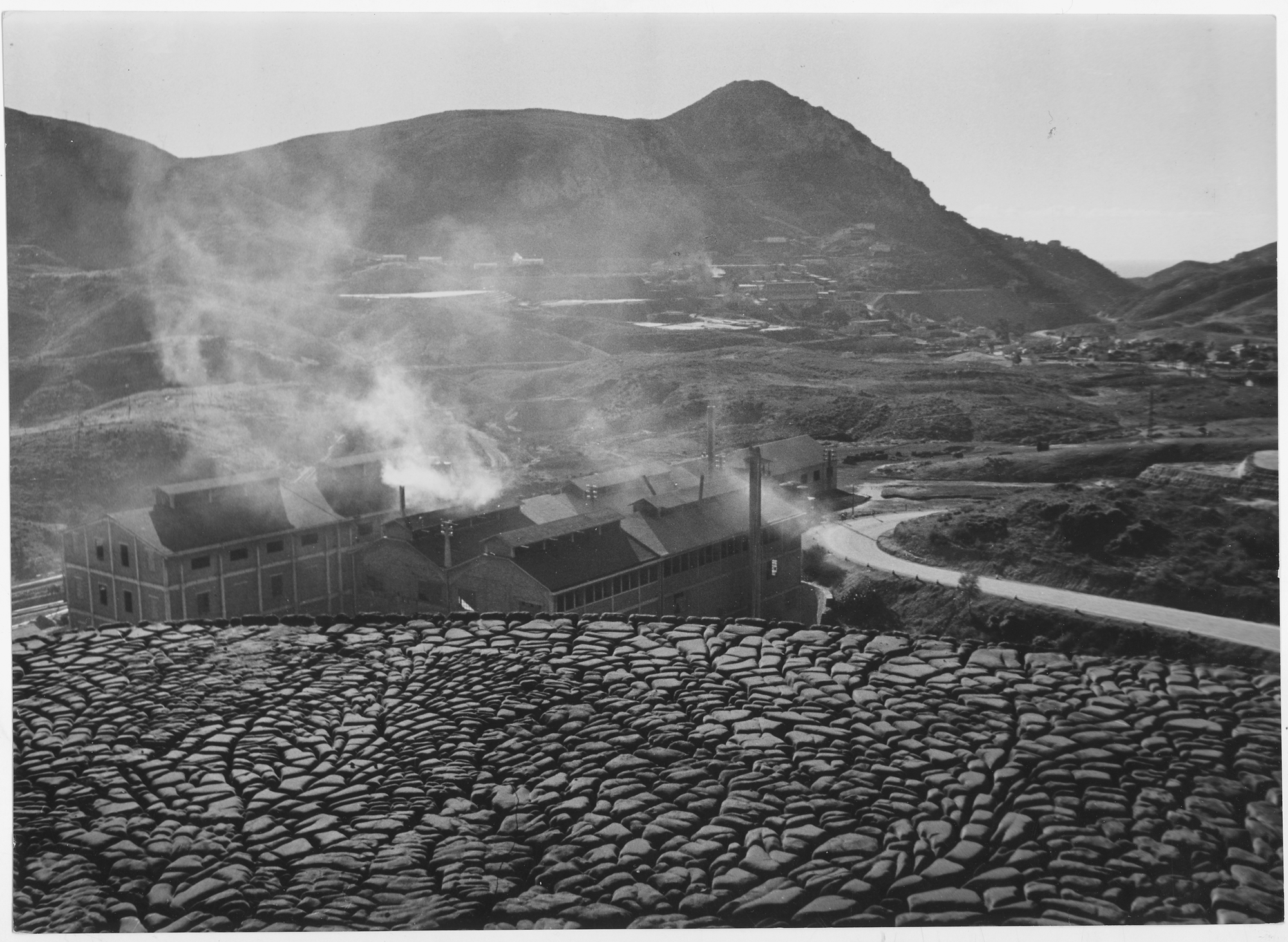
Stabilimento minerario di Monteponi in Sardegna

L'industria mineraria (o anche industria estrattiva) è la parte del settore primario che si occupa dell'estrazione e della trasformazione delle materie prime minerali (solidi, fluidi, gassosi), energetiche e non energetiche di valore o di altri materiali geologici dalla crosta terrestre, solitamente (ma non sempre) da un giacimento, da un filone o da uno strato di carbone attraverso scavi in miniera. I materiali comunemente coperti dall'industria mineraria includono ferro, carbone, rame, diamanti, bauxite, oro, piombo, manganese, magnesio, nickel, fosfato, platino, salgemma, argento, stagno, titanio, uranio, zinco e terre rare. Altri materiali particolarmente utili che vengono estratti sono argilla, sabbia, cenere, ghiaia, granito, fluorite e calcare. Qualsiasi materiale che non possa essere ottenuto da lavorazioni agricole deve essere ottenuto tramite l'industria mineraria. L'industria mineraria include anche l'estrazione di petrolio, gas naturale e anche di falde acquifere.

## Descrizione
Le tecniche di estrazione mineraria possono essere suddivise in due tipologie principali di scavo: l’estrazione di superficie e l’estrazione sotterranea (o in profondità). Attualmente, l’estrazione di superficie è di gran lunga la più comune e, ad esempio, rappresenta circa l’85% della produzione di minerali (escludendo petrolio e gas naturale) negli Stati Uniti, compreso il 98% dei minerali metallici estratti.
I giacimenti oggetto di estrazione vengono generalmente classificati in due categorie principali: i giacimenti alluvionali, che comprendono minerali di valore contenuti in ghiaie fluviali, sabbie marine e altri materiali incoerenti; e i giacimenti primari, in cui i minerali di interesse economico si trovano in vene, in strati, oppure distribuiti sotto forma di grani minerali all'interno di una massa rocciosa compatta. Entrambi i tipi di giacimento, sia alluvionale sia primario, possono essere sfruttati tramite tecniche di estrazione sia di superficie sia sotterranee. [fonte necessaria]
Alcune attività minerarie, tra cui buona parte dell’estrazione delle terre rare e dell’uranio, si svolgono attraverso metodi meno comuni, come la lisciviazione in situ: questa tecnica non prevede scavi né in superficie né in profondità. L’estrazione dei minerali tramite questa metodologia richiede che essi siano solubili; esempi includono sali potassici, cloruro di potassio, cloruro di sodio e solfato di sodio, che si dissolvono in acqua. Altri minerali, come alcuni composti del rame o l’ossido di uranio, richiedono invece l’uso di soluzioni acide o basiche (a base di carbonati) per essere solubilizzati.
Le tecniche minerarie possono essere divise in due tipi di estrazione essenziali:
1. miniera di superficie
  - coltivazione a cielo aperto
  - cava
  - coltivazione a cielo aperto previo sbancamento
  - miniera di sabbie aurifere
  - rimozione di cime montuose
2. miniera sotterranea
  - miniera di deriva
  - miniera inclinata
  - pozzo minerario
  - miniera di rocce dure
  - trivellazione mineraria
3. miniera sottomarina

## Lavorazione

### Metallurgia estrattiva

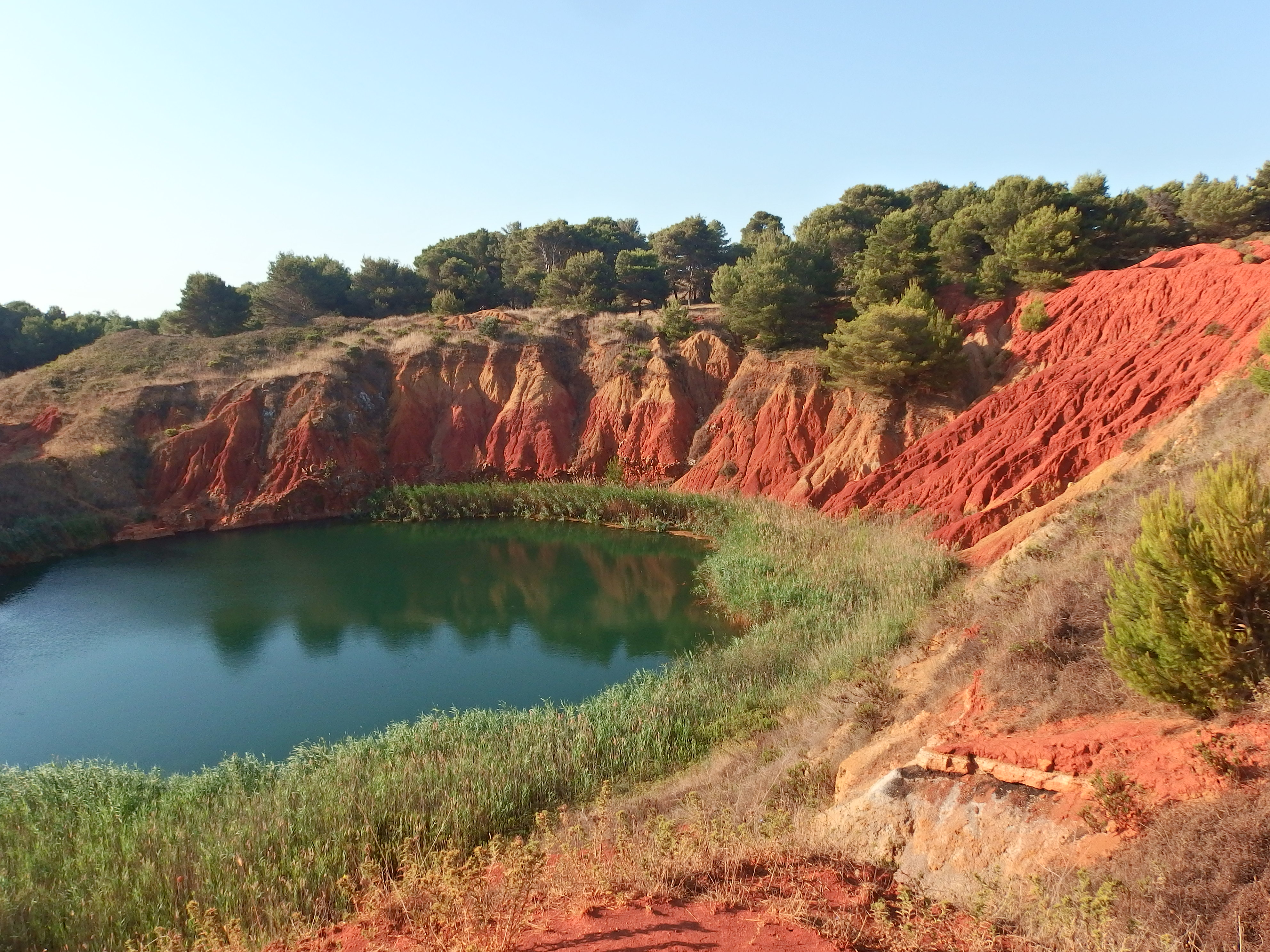
Cava di bauxite vicino a Otranto

Una volta estratto, il minerale viene spesso lavorato. La scienza della metallurgia estrattiva è un'area specializzata della metallurgia che studia l'estrazione di metalli preziosi dai loro minerali, in particolare attraverso metodi chimici o meccanici. Sebbene la metallurgia estrattiva sia totalmente onnicomprensiva, la lavorazione mineraria o rivestimento minerario è spesso il termine utilizzato per lo studio della lavorazione del carbone, dei minerali industriali e delle pietre preziose, siccome questi non sono metalli.

### Programmazione di progettazione mineraria
Uno dei cambiamenti più drammatici nell'industria mineraria è stato il ruolo che sofisticati pacchetti di progettazione mineraria tridimensionale hanno avuto. Inizialmente compiti relativamente semplici - come rendere immagini grafiche di cavità perforate - voleva dire che divenne più facile per i supervisori, i geologi, i progettisti delle miniere, gli ingegneri minerari ed il supporto tecnico per manipolare e visualizzare i dati. Comunque, in anni più recenti la gamma di attrezzi di progettazione mineraria integrata ha voluto dire che i modelli di massa complicati possono essere costruiti per ottimizzare l'estrazione e la lavorazione delle risorse minerarie. Poiché la maggior parte dei metalli è presente nei minerali sotto forma di ossidi o solfuri, è necessario ridurli alla loro forma metallica. Ciò può essere ottenuto attraverso metodi chimici come la fusione o la riduzione elettrolitica, come nel caso dell'alluminio. La geometallurgia combina le scienze geologiche con la metallurgia estrattiva e l'attività mineraria.

## Effetti sull'ambiente

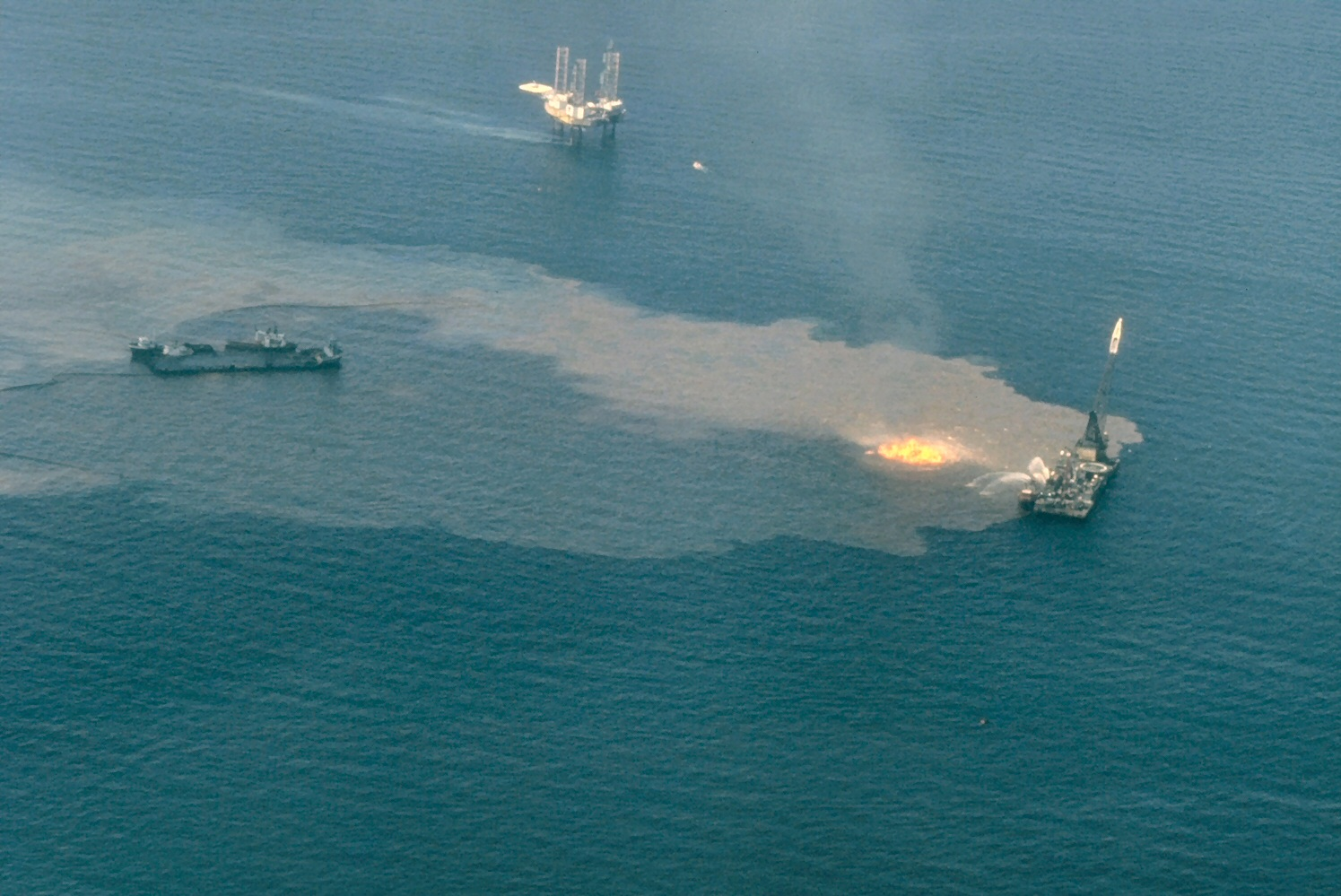
Massiccia perdita di petrolio nel mare del Golfo del Messico

Le aziende minerarie moderne in molti paesi richiedono di seguire strette norme ambientali e di recupero, che assicurino che l'area mineraria sia tornata alla sua condizione originaria o addirittura ad una condizione ambientale pure migliore a quella precedente a quando l'industria mineraria abbia avuto luogo. I metodi minerari del passato hanno avuto (e i metodi usati in paesi con regolamentazioni ambientali blande continuano ad avere) effetti devastanti sulla salute pubblica e sull'ambiente. Il risultato può essere una concentrazione insolitamente alta di elementi chimici su un'area o una superficie significativamente più estesa. Unita agli effetti dell'acqua e dei nuovi 'canali' creati perché l'acqua possa attraversarli, scolano e sono a contatto con questi elementi chimici, una situazione tale che viene creata quando può aver luogo una contaminazione su larga scala.
Alcuni esempi di problemi di impatto ambientale dovuti a gestioni minerarie sono:
Tar Creek, un'area mineraria abbandonata a Picher in Oklahoma, che è ora sede del CERCLA, un'agenzia di protezione ambientale. L'acqua nella miniera è stata scolata in una falda acquifera, contaminandola con metalli quali il piombo e il cadmio.
Scouriotissa, una miniera di rame a Cipro che è stata abbandonata. Della polvere contaminata fuoriesce da questa miniera contaminando l'aria.
Berkeley Lake, una miniera abbandonata a cielo aperto a Butte nel Montana che è stata riempita da acqua ora acida e velenosa.
Miniere della Britannia, una miniera di rame vicino a Vancouver, nella Columbia Britannica. Il rame della miniera abbandonata viene lavato nel Howe Sound, inquinando così le acque del luogo. Ora non vi è più vita animale.
Delta del Niger, vastissima area abitata inquinata dalle industrie di estrazione di idrocarburi.
Sebbene queste idee sono state associate con alcune operazioni minerarie nel passato, le pratiche dell'industria mineraria moderna sono migliorate significativamente e sono soggette ad uno scrutinio ambientale ravvicinato. I problemi rimangono specialmente in quei paesi con regolamenti ambientali blandi o di rafforzamento.

### Regolamentazione ambientale
I Paesi con normative minerarie rigidamente applicate richiedono comunemente la valutazione di impatto ambientale, l’elaborazione di piani di gestione ambientale e la pianificazione della chiusura delle miniere prima dell’inizio delle operazioni estrattive. Può inoltre essere richiesto il monitoraggio ambientale sia durante il periodo di attività della miniera sia dopo la sua chiusura. Tuttavia, nei Paesi in via di sviluppo l’applicazione delle normative governative può risultare carente o inefficace.
Per le grandi compagnie minerarie e per tutte le imprese che intendono ottenere finanziamenti internazionali, esistono numerosi altri meccanismi per imporre il rispetto degli standard ambientali. Questi meccanismi riguardano generalmente criteri di finanziamento come i Principi dell’Equatore, gli standard ambientali della Società finanziaria internazionale e i criteri per gli investimenti socialmente responsabili. Le aziende minerarie hanno talvolta utilizzato questa supervisione proveniente dal settore finanziario per sostenere la necessità di un certo grado di autoregolamentazione del settore. Nel 1992, durante il Vertice della Terra di Rio, il Centro delle Nazioni Unite per le Corporazioni Transnazionali propose un Codice di Condotta per le Corporazioni Transnazionali riuscendo a far prevalere l’approccio dell’autoregolamentazione.

### Effetti sui conflitti sociali
Nel 2017 l'Unione europea ha approvato un nuovo regolamento, in vigore dal 1º gennaio 2021, per l'importazione di metalli e materiali grezzi provenienti da zone di conflitto, che dovranno sottostare a controlli ed obblighi secondo le regole di "Due diligence" prevista dall'Ocse

## Società minerarie
Mentre l'esplorazione e l'industria mineraria possono essere gestite a volte da singoli imprenditori o da piccole aziende, la maggior parte delle miniere moderne sono grandi aziende che richiedono grandi quantità di capitale per essere costituite. Di conseguenza l'industria è dominata da grandi imprese, spesso multinazionali e in larga parte di quotazione pubblica.

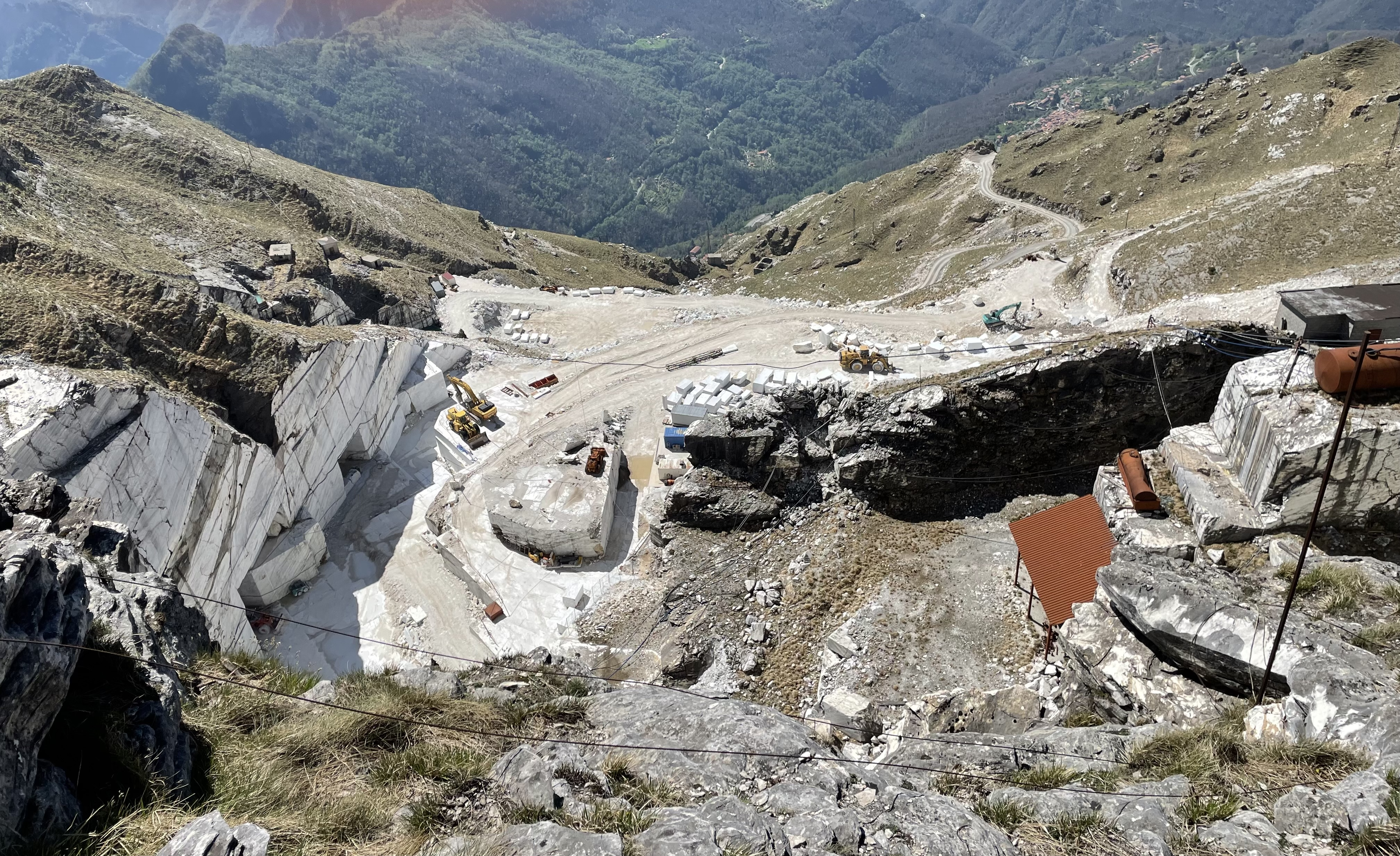
Cava di marmo del Monte Corchia

Londra è la sede della Anglo American. Melbourne è la sede delle due più grandi compagnie minerarie al mondo, BHP e Rio Tinto. Anche l'industria mineraria statunitense è rilevante, ma è dominata dall'estrazione di carbone e altri minerali non metallici (ad esempio roccia e sabbia), e varie normative hanno contribuito a ridurre l'importanza del settore minerario negli Stati Uniti. Nel 2007, la capitalizzazione di mercato totale delle compagnie minerarie è stata stimata in 962 miliardi di dollari statunitensi, a fronte di una capitalizzazione di mercato globale totale delle società quotate in borsa di circa 50.000 miliardi di dollari USA nello stesso anno. Nel 2002, Cile e Perù erano considerati i principali paesi minerari del Sud America. L'industria mineraria africana include l'estrazione di vari minerali; produce relativamente pochi metalli industriali come rame, piombo e zinco, ma secondo una stima detiene il 40% delle riserve mondiali d'oro, il 60% del cobalto e il 90% dei metalli del gruppo del platino. L'estrazione mineraria in India rappresenta una componente significativa dell'economia del paese. Nel mondo sviluppato, l'estrazione mineraria in Australia, dove BHP è stata fondata e ha la sua sede, e in Canada è particolarmente rilevante. Per quanto riguarda l'estrazione di terre rare, nel 2013 la Cina ne controllava il 95% della produzione mondiale.
Sebbene l'esplorazione e l'estrazione mineraria possano essere condotte da imprese individuali o piccole di piccole dimensioni, la maggior parte delle miniere moderne sono gestite da grandi imprese che richiedono ingenti capitali per essere avviate. Di conseguenza, il settore minerario è dominato da grandi aziende, spesso multinazionali, molte delle quali quotate in borsa. L'industria mineraria è articolata in due principali settori: uno specializzato nell'esplorazione di nuove risorse e l'altro nell'estrazione di tali risorse. Il settore dell'esplorazione è tipicamente costituito da individui e piccole società di risorse minerarie, chiamate "junior", che dipendono dal capitale di rischio. Il settore estrattivo, invece, è composto da grandi multinazionali sostenute dalla produzione delle loro operazioni minerarie. Varie altre industrie, come la produzione di attrezzature, le analisi ambientali e l'analisi metallurgica, si affidano e supportano l'industria mineraria in tutto il mondo. Le operazioni minerarie possono essere raggruppate in cinque grandi categorie in base alle risorse estratte: estrazione degli idrocarburi, estrazione del carbone, estrazione di minerali metalliferi, estrazione di minerali non metalliferi e cave, e attività di supporto all'estrazione mineraria. Tra tutte queste categorie, l'estrazione di petrolio e gas rimane una delle più importanti in termini di rilevanza economica globale. La prospezione di potenziali siti minerari, un'area cruciale per il settore, viene oggi effettuata con tecnologie sofisticate come la prospezione sismica ed il telerilevamento. L'industria mineraria è fortemente influenzata dai prezzi dei minerali, che sono spesso volatili.

### Banca mondiale
La Banca Mondiale è coinvolta nel settore minerario dal 1955, principalmente attraverso i finanziamenti concessi dalla sua filiale, la Banca Internazionale per la ricostruzione e lo sviluppo (BIRS), mentre l'Agenzia Multilaterale di garanzia degli investimenti della stessa Banca offre assicurazioni contro rischi politici. Tra il 1955 e il 1990, la Banca ha erogato circa 2 miliardi di dollari per cinquanta progetti minerari, classificabili in cinque grandi categorie: riforma e riabilitazione, costruzione di nuove miniere, lavorazione dei minerali, assistenza tecnica e ingegneria. Tali progetti sono stati oggetto di critiche, in particolare il progetto Ferro Carajás in Brasile, avviato nel 1981.
La Banca Mondiale ha elaborato codici minerari con l'obiettivo di incrementare gli investimenti esteri; nel 1988 ha consultato 45 società minerarie per comprendere come incentivare la loro partecipazione.[68]: 20  Nel 1992, la Banca ha iniziato a promuovere la privatizzazione delle compagnie minerarie di proprietà statale attraverso una nuova serie di codici, a partire dal rapporto La strategia per l'estrazione mineraria in Africa. Nel 1997, la più grande azienda mineraria dell’America Latina, la Companhia Vale do Rio Doce (CVRD), fu privatizzata. Sviluppi simili, come la legge mineraria delle Filippine del 1995, spinsero la Banca a pubblicare un terzo rapporto (Assistenza per lo sviluppo e la riforma del settore minerario nei paesi membri), che raccomandava valutazioni di impatto ambientale obbligatorie e una maggiore attenzione alle istanze delle popolazioni locali. I codici ispirati a tale rapporto esercitano una forte influenza sulla legislazione dei paesi in via di sviluppo. Le nuove norme mirano a promuovere lo sviluppo attraverso incentivi come esenzioni fiscali, dazi doganali nulli, riduzioni dell’imposta sul reddito e misure analoghe.